# Longoonops gorda
Espèce
Longoonops gorda est une espèce d'araignées aranéomorphes de la famille des Oonopidae.

## Distribution
Cette espèce est endémique de Virgin Gorda aux îles Vierges britanniques,.

## Description
Le mâle holotype mesure 1,28 mm et la femelle paratype 1,56 mm.

## Étymologie
Cette espèce est nommée en référence au lieu de sa découverte, Virgin Gorda.

## Publication originale
- Platnick & Dupérré, 2010 : The goblin spider genera Stenoonops and Australoonops (Araneae, Oonopidae), with notes on related taxa. Bulletin of the American Museum of Natural History, no 340, p. 1-111 (texte intégral).